# 臺北市立成功高級中學
臺北市立成功高級中學（英語：Taipei Municipal Chenggong High School，縮寫CGSH），簡稱成功高中、成功中學、成功，前身是台灣日治時期根據成立時序而命名的臺北州立臺北第二中學校。1922年5月8日以地方人士之倡議，設校於萬華的艋舺祖師廟，1925年於現址創建校舍，翌年夏落成遷入啟用，並訂5月17日登陸台灣之日為校慶。1925年5月30日由萬華遷往鄰近樺山車站的現址。二戰終戰後，在1946年改名為「臺灣省立臺北成功中學」。在校園刊物及網路世界中，由於校址在濟南路，成功校友及學生習慣稱成功高中為「濟城」、自稱「濟城墨客」。

## 校史沿革
1922年5月8日於艋舺清水祖師廟（台北市萬華區康定路）舉行開校儀式。
1923年裕仁皇太子蒞臨臺北二中視察授業。
1924年裕仁任命教師河瀨半四郎為臺北二中第一任校長。
1925年遷校至現址（台北市中正區濟南路一段71號）。
1938年5月1日臺北二中的青年思漢案件。
1945年8月在校之本省籍教師林景元老師偕耆宿魏清德先生共同接掌校務。
1946年春天更名為「臺灣省立臺北第二中學」，2月，首任校長為何敬燁校長，辦理臺北二中原四年制第二十一屆畢業考試，將願留校肄業之應屆生收編入高中二年級，原肄業三年制學生則編入高中一年級，綜計高中部三班，初中部十一班，後定名為「臺灣省立臺北成功中學」，乃寓中華民國國父孫中山建國成功之意，並以資紀念民族英雄鄭成功。1946年秋教育部程時煃督學到校視察，亦藉此意，為成功中學譜製校歌歌詞。
1949年南方資料館與行政專校假該校教室陸續成立，左潞生校長感於班及學生人數達於飽和，建築設施不敷使用，遂採非常之二部制教學，並增設平房教室十間，校舍乃得以勉強敷用。
1950年行政專校及南方資料館亦先後移徙，乃恢復全日上課。
1951年5月17日成功中學第一屆全校運動會。
1952年秋季施行生活中心教育實驗，試辦課程教育及訓導各層面之革新。至1961年奉令專辦高中教育時方告截止。
1953年7月6日參加臺北市五省立中學（臺灣省立臺北建國中學、臺灣省立臺北第一女子中學、臺灣省立師範學院附屬中學、臺灣省立臺北成功中學、臺灣省立臺北第二女子中學）聯合招生（臺北區公立高級中學聯合招生前身），承辦女生組考試。
1954年秋奉令開辦夜間部，首設初中，高中延至1964年方予增設，同年初中部停辦，至1981年夜間部停止招生，逐年結束。
1955年2月奉令疏散學生，先於桃園縣成立分部，名為臺灣省立臺北成功中學茄苳溪分部，8月改為臺北市五省立中學桃園聯合分部由成功中學主辦，至1959年4月以規模漸趨成熟，奉令獨立設校，易名為臺灣省立武陵中學。
1956年三樓圖書館一座於1960年增設完畢，隨即籌設專科教室。
1967年臺北市升格為院轄市，成功高中改隸於臺北市，更名為「臺北市立成功中學」。
1969年隨台灣地區實施九年國民教育，更名為「臺北市立成功高級中學」。
1996年在校生許家豪、黃俊傑在校友朱亮愷的協助下架設成功高中官方BBS站「濟城歲月」，並創立成功高中校園網路策進會；此後協同師大附中網管小組、建國中學學術網路管理委員會共同成立臺灣區中等學校網路信件交換體系（TWHS）。
2002年配合社區化政策，與北一女中、建國中學共組南海學園，進行跨校選修。
2004年開始建設無線網路。同年設立自然資優班。2004年成功高中成立資優班，初定名為自然資優班，2007年正式易名為數理資優班。資優班每年級各壹班(目前為各年級22班)，核定每班人數為30人，並具有退班標準。第二屆至第三屆採北市資優聯招。
2005年因臺北市政府推動漢語拼音，以及教育部相關教改政策，該校官方英文名稱由原韋氏拼音之「Taipei Municipal Chengkung Senior High School」，改為漢語拼音及通用拼音之「Taipei Municipal Chenggong High School」，簡寫也由「CKSH」改為「CGSH」。官方網站網域名稱仍為「cksh.tp.edu.tw」不作更動。
2006年校園無線網路建設完成。同年亦將校園對外網路由原本的ADSL正式改為100M光纖。12月7日學校網站為配合行政院研考會無障礙網頁政策，推出新版首頁。第9屆亞太資訊教育會議教育參訪團蒞校訪問。
2007年承辦第一屆全國高中數學科教師教學研討會。辦理中星文化交流活動。國際知名陶藝家瑞默斯．費茲哥達受邀來臺擔任本校駐校藝術家，於校內創作並指導同學創作。為辦理「2007海峽兩岸高中學生辯論賽」有曲阜師大附中、煙台二中、濰坊一中、泰安一中、德州一中、北鎮中學等校校長蒞校參訪。124班與景美女中資優班進行為2週校際學術交流活動。新建綜合大樓工程上樑典禮。
2008年榮獲臺北市政府教育局97年度優質學校「資源統整」優質獎。合唱團參加「2008香港國際青少年合唱節」榮獲「青年男聲組」及「民謠組」金牌。演辯社同學榮獲參加『2008海峽兩岸』高中學生辯論賽冠軍。
2009年擔任「台北一考區98年度國中基本學力測驗」主委學校。新建綜合大樓啟用。協辦2009海峽兩岸高中學生辯論比賽，計有山東省、北京市、上海市及台灣台北市、高雄市、台南市共32所高中300餘位師生參與。
2010年成功高中主辦、成功高中天文社承辦之2010台北地區高中天文科學演講活動「測量宇宙-尋找黑暗世界」，邀請台北市立天文科學教育館研究員李瑾到校演講，計有110餘位各校師生參加。
2012年創校90年校慶，自5月8日台北二中建校日起舉辦一連串紀念活動。
2013年模擬聯合國社辦理首屆「臺灣首府模擬聯合國會議(Taiwan Capital Model United Nations Conference)」。
2014年承辦「臺北市青年領袖論壇(Taipei Youth Leader Forum)」。
2019年108課綱上路，開始與建國中學、北一女中、師大附中、中山女高合作開設「五校微課程」，讓學生能於彈性學習時間前往台大、台師大、政大、交大、陽明、北醫、北科大、長庚大學進行跨校選修課程。
2020年於台北市濟南路二段4號一樓成立成功高中校友會。
2021年擔任111基北區免試入學主辦學校。

## 學校象徵

### 校訓
- 校訓：台北二中時期為「質、實、剛、堅」。中華民國中央政府遷臺後，1950年潘振球校長改為「愛國家、求進步」（四維樓外牆上與各班教室前方有此標語）。另外，各班教室後方有標語「堅定信心、邁向成功」。
- 指標：精緻、卓越、優質、創新
- 濟城願景：規劃心靈藍圖、塑造學習風格、提升競爭力、落實全人教育

### 制服
成功高中目前的校服有制服與運動服。早期臺灣高中男生制服統一為卡其服（軍訓服）。1983年師大附中開始招收女生，設計新的男女制服，並除軍訓課外改穿制服，而成功高中於1989年經代聯會推動全校學生投票後於數套候選校服中選定以西裝為基礎的制服，即白衣襯衫、黑褲、黑色毛衣（初期無）、黑色西裝外套及黑色領帶，並持續延用至今。兩校的舉動也帶動諸多使用卡其制服的學校更換新校服之風。

## 歷任校長

### 日治時期
| 任別       | 姓名       | 起任時間     | 訖任時間 |
| ---------- | ---------- | ------------ | -------- |
| 第一任校長 | 河瀨半四郎 | 1922年5月8日 | 1937年   |
| 第二任校長 | 今井盛太郎 | 1937年       | 1942年   |
| 第三任校長 | 後藤義光   | 1942年       | 1943年   |
| 第四任校長 | 今崎秀一   | 1943年       | 1945年   |

### 戰後
| 任別         | 姓名   | 起任時間  | 訖任時間  |
| ------------ | ------ | --------- | --------- |
| 第一任校長   | 何敬燁 | 1946年2月 | 1949年7月 |
| 第二任校長   | 左潞生 | 1949年7月 | 1950年5月 |
| 第三任校長   | 張振宇 | 1950年5月 | 1950年7月 |
| 第四任校長   | 潘振球 | 1950年7月 | 1956年7月 |
| 第五任校長   | 薛光祖 | 1956年7月 | 1964年8月 |
| 第六任校長   | 劉芳遠 | 1964年8月 | 1973年6月 |
| 第七任校長   | 李大祥 | 1973年6月 | 1986年2月 |
| 第八任校長   | 于維魯 | 1986年2月 | 1990年8月 |
| 第九任校長   | 李咸林 | 1990年8月 | 1996年7月 |
| 第十任校長   | 江清水 | 1996年8月 | 1999年7月 |
| 第十一任校長 | 鄭英敏 | 1999年8月 | 2006年7月 |
| 第十二任校長 | 朱燦煌 | 2006年8月 | 2009年7月 |
| 第十三任校長 | 王登方 | 2009年8月 | 2012年7月 |
| 第十四任校長 | 李慶宗 | 2012年8月 | 2016年7月 |
| 第十五任校長 | 游經祥 | 2016年8月 | 2020年7月 |
| 第十六任校長 | 孫明峯 | 2020年8月 | 2024年7月 |
| 第十七任校長 | 劉晶晶 | 2024年8月 | 現任      |

## 校園組織

### 行政單位
校長為最高行政單位，下轄教學事務處（教務處）、學生事務處（學務處）、教官室、總務處、輔導處、圖書館、人事室、會計室、以及秘書，並由家長委員會、教師會、校務會議及「法定重要會議及委員」輔助督導之。
- 教務處：內有教學組、註冊組、設備組、實驗研究組、特殊教育組、考試業務組。
- 學務處：內有生活輔導組、訓育組、社團活動組、體育運動組、衛生保健組。
- 總務處：內有事務組、文書組、出納組。
- 輔導處：內有輔導資料組。
- 圖書館：內有服務推廣組、資訊媒體組。

### 學生組織
校內之學生自治組織由學務處學生活動組指導。社團在課外活動組之管轄下，需定期進行社團評鑑。

### 自治組織
代聯會
正式名稱為「臺北市立成功高中班級代表聯席會」（簡稱「成代」），為成功高中全體學生的自治組織，由學生直選之正副主席與各班班班代組成班級代表大會議決重要事項。代聯會扮演學生與學校溝通之媒介，同時以學生為主體爭取各項福利活動。
社聯會
召集各社團代表，召開社團代表大會，決議成功高中社團自治事宜、協助執行校規社團規章之條款。
畢聯會
籌辦畢業典禮之各項事務。

### 體育校隊
成功高中籃球隊於104學年度首度登板HBL甲級聯賽，並曾於108學年度和111學年度闖入12強複賽。
於地緣上，成功高中與開南中學兩校位於濟南路對角、地理位置相近，故兩校於體育賽事上之競爭有「濟南路德比」之別稱。
| 學年度 | 104學年度 | 105學年度 | 106學年度 | 107學年度 | 108學年度 | 109學年度 | 110學年度 | 111學年度 | 112學年度 |
| ------ | --------- | --------- | --------- | --------- | --------- | --------- | --------- | --------- | --------- |
| 名次   | 預賽      | 資格賽    | 資格賽    | 資格賽    | 12強      | 資格賽    | 預賽      | 12強      | 預賽      |

## 校友組織

### 二成會
起於台北二中改名為成功高中之時，故名為二成會。二成會的主要成員是在初中部及高中部在學期間，經歷學校名稱轉換的學生們。知名的二成會人物有台美基金會創辦人王桂榮等許多優秀的前輩們。

### 青芝會
州立台北二中正式的校友會組織，每年固定於校地遷移紀念日的5月30日進行聚會。截至2012年的年度聚會，青芝會可聯絡會員僅剩90人，最長壽年齡達101歲。校友會於1997年2月27日向台北市政府社會局提出申請成立，目前為第二屆。收入主要來源為會費、校友捐款。目前由聲寶集團陳盛沺擔任會長。

### 成景會
為成功高中及景美女中兩校畢業之校友共同所組成的大學校友會。在臺灣各大學均有分會，而設有分會的校院包括中山大學、中正大學、中央大學、中興大學、成功大學、交通大學、東華大學、政治大學、清華大學、台北大學、台灣大學、暨南大學、海洋大學、嘉義大學、國防醫學院（北聯會，原為成景會）、長庚大學、東吳大學、東海大學、淡江大學、輔仁大學、臺北醫學大學等校。

### 成景武
成功高中、景美女中及武陵高中所共組的大學校友會。

### 儀隊之友聯誼協會
全名為「中華民國臺北市立成功高級中學儀隊之友聯誼協會」，為成功高中儀隊之校友組織。

### 成功高中管樂社校友團
成功高級中學管樂社成立於1954年，而校友團則是由許多不同屆畢業的社團校友所組成的團體。

### 拉縴人男聲合唱團
前身為「成功高中校友合唱團」，成立於1989年，由一群高中時代曾參加成功合唱團的同學們所組成，並於1994年時正式更名為「拉縴人男聲合唱團」，名稱取意於由畢業的學長拉縴應屆畢業之新血輪加入，目前在國際多有出色表現。

### 北一成功校友國樂團
由北一女中及成功高中國樂社校友成立。已數年於國家音樂廳獨立演出。

## 外部連結
- 臺北市立成功高級中學 （页面存档备份，存于）